# 兵動大樹
兵動 大樹（ひょうどう だいき、1970年7月24日 - ）は、日本のお笑いタレント、YouTuber。お笑いコンビ「矢野・兵動」のボケ担当。吉本興業所属。

## 人物
大阪府大阪市西淀川区柏里出身。身長173cm、体重84kg。血液型はO型。大阪府立北淀高等学校卒業。大阪コミュニケーションアート専門学校卒業。2005年10月に入籍、2女の父である。

## 生い立ち
生い立ちについては、長らく「市営住宅で、おばあ（祖母）に育てられた」程度にしか明かされておらず、両親や兄弟姉妹の存在も含めて不明な点が多かったが、最近（2014年）になって自身のラジオ番組内で、「1歳の時に実父が他界し、その後、実母が家を出てしまったため、祖父母（後の放送で父方と判明）に引き取られた」ことが本人の口から語られている。  幼い頃、「親が若い方が良いだろう」という理由で一升瓶1本と本人を交換という形で他の家に引き取られた。後日「それは可哀想だろう」となり、祖母が一升瓶2本を持って取り返しに行ったというエピソードも本人より語られている。なお、この時引き取られた家は「シマダ」という氏であることもラジオで語られている。

## エピソード
- 幼少期、飼っていたハムスターが家の中で逃げ出した際に、おじい（祖父）がただのネズミだと勘違いをし、ほうきで庭へと叩き飛ばされてしまった。
- 小学校4年生の時に西川のりお師匠に「弟子にしてください」とミッキーマウスの便箋で手紙を送ったことがある。後に本人にこのエピソードを話したところ『覚えてる覚えてる。和紙で書いてくれてたやつやろ？』と全然違うことを言われたという。
- 大阪コミュニケーションアート専門学校でへびいちごの島川学と出会う。同校の別コースにはT.M.Revolutionの西川貴教がいた。その後島川とともにNSCへと入学することとなる。
- 笑福亭鶴瓶とは公私共に付き合いがあり、きっかけとなったのは兵動の結婚式の際に先輩芸人の大阪キッズの二人の紹介で結婚祝いの花を贈ってもらったことだと語っている。その後毎年お歳暮を贈るようになり、そのお礼の電話をいただくことが翌年への活力となっているという。
- 2016年1月、YouTubeチャンネルを開設。チャンネル名は「兵動大樹のちぇーせんチャンネル」。名古屋芸人と共にイケメン対決動画を数本アップするも、いまいち何をしていいかわからず活動が止まってしまい、挫折。2019年3月1日、「兵動大樹チャンネル」の活動を開始[7]。過去のトークライブからDVD未収録のエピソードの配信や、『げちゃ呑み～てぃんぐ』と題して週に1回のペースで酒を飲みながらライブ配信を行っている。

## 出演
コンビでの出演歴については矢野・兵動を参照。

### テレビバラエティ・情報番組
現在の出演番組
- 人志松本のすべらない話（フジテレビ） - 第11回以降準レギュラー
- モモコのOH!ソレ!みーよ!（2011年4月 - 、関西テレビ） - レギュラー出演、それ以前は準レギュラー
- ピーコ&兵動のピーチケパーチケ → ピーチケパーチケ（2011年4月13日 - 、関西テレビ）
  - ピーチケプラス（2022年7月 - 、関西テレビ）
- スイッチ! （東海テレビ） - 月曜日コメンテーター
- みんなのニュース 報道ランナー → 報道ランナー → newsランナー（2017年3月 - 、関西テレビ） - 金曜日コメンテーター、「兵動大樹の今昔さんぽ」のコーナーも担当[8]
- 実話怪談倶楽部（2017年 - 、フジテレビONE）

過去の出演番組
- 西川きよしのご縁です!（2004年4月 - 2014年3月、東海テレビ）
- 快傑えみちゃんねる（関西テレビ）
- みんなのニュース ワンダー（2016年4月 - 2017年3月、関西テレビ）- 金曜日コメンテーター、「関西今昔ウォーカー」のコーナーも担当[8]
- スタイルプラス（東海テレビ）
- ノンストップ! （フジテレビ）
- 兵動・野爆のキャンピング王国（2019年3月 - 2020年4月、フジテレビONE）
  - 兵動・野爆の実話怪談王国（2020年3月27日、フジテレビONE）

### テレビドラマ
- 新・ミナミの帝王〜美人詐欺師の罠〜（2015年、関西テレビ）
- 無痛〜診える眼〜（2015年10月 - 12月、フジテレビ） - 仁川康男 役
- 大阪環状線 ひと駅ごとの愛物語-Part2- 第8話（2017年3月8日、関西テレビ） - 太鼓屋社長 役
- 連続テレビ小説 わろてんか（2017年 - 2018年、NHK） - 寺ギン 役
- クロシンリ 彼女が教える禁断の心理術 第3・4話（2021年5月7日・14日、関西テレビ） - 高校教師 役[9]
- なにわの晩さん! 美味しい美味しい走り飯（2023年4月2日 - 23日、朝日放送テレビ） - トー吉 役[10]

### ラジオ
現在の出演番組
- ABCパワフルアフタヌーン（2010年4月9日 - 、朝日放送ラジオ）- 金曜日「兵動大樹のほわ〜っとエエ感じ。」

過去の出演番組
- 天下御免! ハマイエらじお（2006年3月 - 、山陽放送）
- 丑バラ（2007年10月26日、MBSラジオ）
- 兵動大樹×アンダーポイントの前ノリなもんで（2016年10月1日 - 2017年3月、東海ラジオ）

### 舞台
- 恐竜と隣人のポルカ－K/T BOUNDARY－（2008年5月24日 - 6月15日、PARCO劇場ほか愛知・新潟・福岡・広島・仙台・大阪公演）
- 吉本百年物語 焼け跡、青春手帖（2012年9月、NGK） - 花菱アチャコ 役
- 本日、家を買います。（2015年6月、国立文楽劇場小ホール）
- 「この先10年プロジェクト」第2弾（2025年6月、扇町ミュージアムキューブ CUBE01）[11]

### 映像作品
- 兵動大樹のおしゃべり大好き。1～10

### 映画
- MG-2416（2013年）
- 関西ジャニーズJr.の目指せ♪ドリームステージ！（2016年）守衛 役
- 大怪獣モノ（2016年）本人 役
- よしもと新喜劇映画　商店街戦争 SUCHICO（2017年）警部 役
- バイオレンスアクション（2022年）- 国津 役[12]